# Pieter Sjoerds Gerbrandy
Pieter Sjoerds Gerbrandy, né le 13 avril 1885 à Goënga et mort le 7 septembre 1961 à La Haye, est un homme d'État néerlandais, membre du Parti antirévolutionnaire. Il est président du Conseil des ministres de 1940 à 1945, durant la Seconde Guerre mondiale.

## Biographie

### Études et vie professionnelle
Né dans le village frison de Goënga, dans une famille d'agriculteurs, Pieter Sjoerds Gerbrandy suit des études de droit à l'université libre d'Amsterdam dont il sort diplômé en 1911. Il commence ensuite une carrière d'avocat, puis devient professeur à l'université à partir de 1930.

### Début de carrière politique
Appartenant au Parti antirévolutionnaire (ARP), il est membre des États de Frise de 1920 à 1930. Contre l'avis de son parti, il devient ministre de la Justice en 1939.

### Chef du gouvernement en exil
En 1940, la famille royale et de nombreux politiciens de premier plan se réfugient à Londres, où un gouvernement en exil est formé. Après la démission de Dirk Jan de Geer et en raison du rejet du défaitisme de celui-ci par Gerbrandy, la reine Wilhemine le nomme président du Conseil des ministres du gouvernement néerlandais en exil, occupant tour à tour les fonctions de ministre de la justice, des colonies, et de la conduite générale de la guerre. Sur son initiative, le gouvernement néerlandais commence à émettre sur Radio Oranje, qui diffuse des informations sur le monde extérieur à la population néerlandaise demeurée dans le pays.

### Fin de carrière
En 1945, après la libération du sud, il forme un nouveau cabinet, sans les socialistes, qui sont accusés d'être sous les ordres de l'armée. Il démissionne après la libération totale. Il s'oppose fermement à la « politique indonésienne » du gouvernement, et entre 1946 et 1950, il préside le Comité national pour le maintien de l'unité du Royaume, qui est contre la séparation de l'Indonésie et appuie l'idée d'une République des Moluques du Sud.
En 1948, il retourne au Parlement néerlandais. Toutefois, en raison de son tempérament, il s'éloigne de lui-même des membres de son parti. En 1956, il est membre d'une commission d'enquête sur l'affaire Greet Hofmans. En 1959, il démissionne de son siège de député et meurt deux ans plus tard à La Haye.